# Station Stelle
Station Stelle (Bahnhof Stelle) is een spoorwegstation in de Duitse plaats Stelle in de deelstaat Nedersaksen. Het station ligt aan de spoorlijnen Lehrte - Cuxhaven, Lüneburg - Stelle, Stelle - Maschen en Stelle - Maschen.

## Indeling
Het station heeft twee zijperrons met aan beide perrons één doorgangspoor. De perrons zijn te bereiken met een trap via een voetgangerstunnel die de straten Uhlenhorst en Penellweg verbinden. Aan de zuidzijde is er een fietsenstalling en een bushalte, aan de noordzijde is er een Parkeer en Reisterrein. In het voormalige stationsgebouw is er een restaurant gevestigd, tevens is er in het gebouw het seinhuis "Sf". Door het station lopen er drie doorgangsporen, twee tussen de perronsporen en één ten noorden van het noordelijke perron.

## Verbindingen
De volgende treinserie doet het station Stelle aan:
| Serie | Treinsoort              | Route                                                       | Bijzonderheden |
| ----- | ----------------------- | ----------------------------------------------------------- | -------------- |
| RB 31 | Regionalbahn (metronom) | Hamburg Hbf – Hamburg-Harburg – Maschen – Stelle – Lüneburg |                |

Hamburg-Harburg ·
Meckelfeld ·
Maschen · 
Stelle ·
Ashausen ·
Winsen (Luhe) ·
Radbruch ·
Bardowick ·
Bardowick ·
Lüneburg ·
Bienenbüttel ·
Bad Bevensen ·
Emmendorf ·
Uelzen ·
Suderburg ·
Unterlüß ·
Eschede ·
Celle ·
Ehlershausen ·
Otze ·
Burgdorf (Han) ·
Aligse ·
Lehrte ·